# Anders Holmertz
Anders Holmertz (n. 1 decembrie 1968, Motala, Comitatul Östergötland, Suedia) este un înotător suedez, medaliat olimpic. A participat la 4 ediții ale Jocurilor Olimpice (1984, 1988, 1992, 1996) în care a câștigat 4 medalii de argint și o medalie de bronz.